# 여주자영농업고등학교
여주자영농업고등학교(驪州自營農業高等學校)는 대한민국 경기도 여주시 세종대왕면 왕대리에 있는 공립 고등학교이다.

## 학교 연혁
- 1945년 3월 31일 : 여주공립농업학교 설립인가(4년제)
- 1945년 10월 16일 : 초대 박영목 교장 취임
- 1947년 10월 20일 : 여주공립중학교로 개정(6년제)
- 1951년 8월 31일 : 여주농업고등학교로 개정(농과 6학급)
- 1984년 3월 1일 : 여주자영농업고등학교로 교명 변경(자영농과 5학급) 및 특수목적고로 지정
- 1992년 7월 1일 : 부설 경기도농업계고등학교 농업기계 공동실습소 개소
- 1996년 1월 3일 : 부설 여주농업경영전문학교 설치
- 2010년 6월 29일 : 특성화고등학교 지정
- 2020년 9월 1일 : 제19대 이성덕 교장 취임
- 2024년 1월 4일 : 여주자영농고 제73회 졸업식 131명(누계 9,856명)
- 2024년 3월 4일 : 2024학년도 신입생 입학식(4개과 134명)

## 설치 학과
- 동물자원과
- 식품가공과
- 산림조경과
- 스마트팜과

## 참고 자료
- 여주자영농업고등학교 - 한국교육학술정보원 학교알리미